# 博亞卡愛國者
博亞卡愛國者（西班牙語：Patriotas Boyacá），是一支哥倫比亞足球會，位於博亞卡省的通哈。他們的主場為獨立球場。球隊於2003年成立。現時於哥倫比亞足球甲級聯賽作賽。隊名Patriotas意為「愛國者」。
1. ↑  . 懂球帝.   [2024-04-25]. （原始内容存档于2024-04-25）.